# Техасский выступ

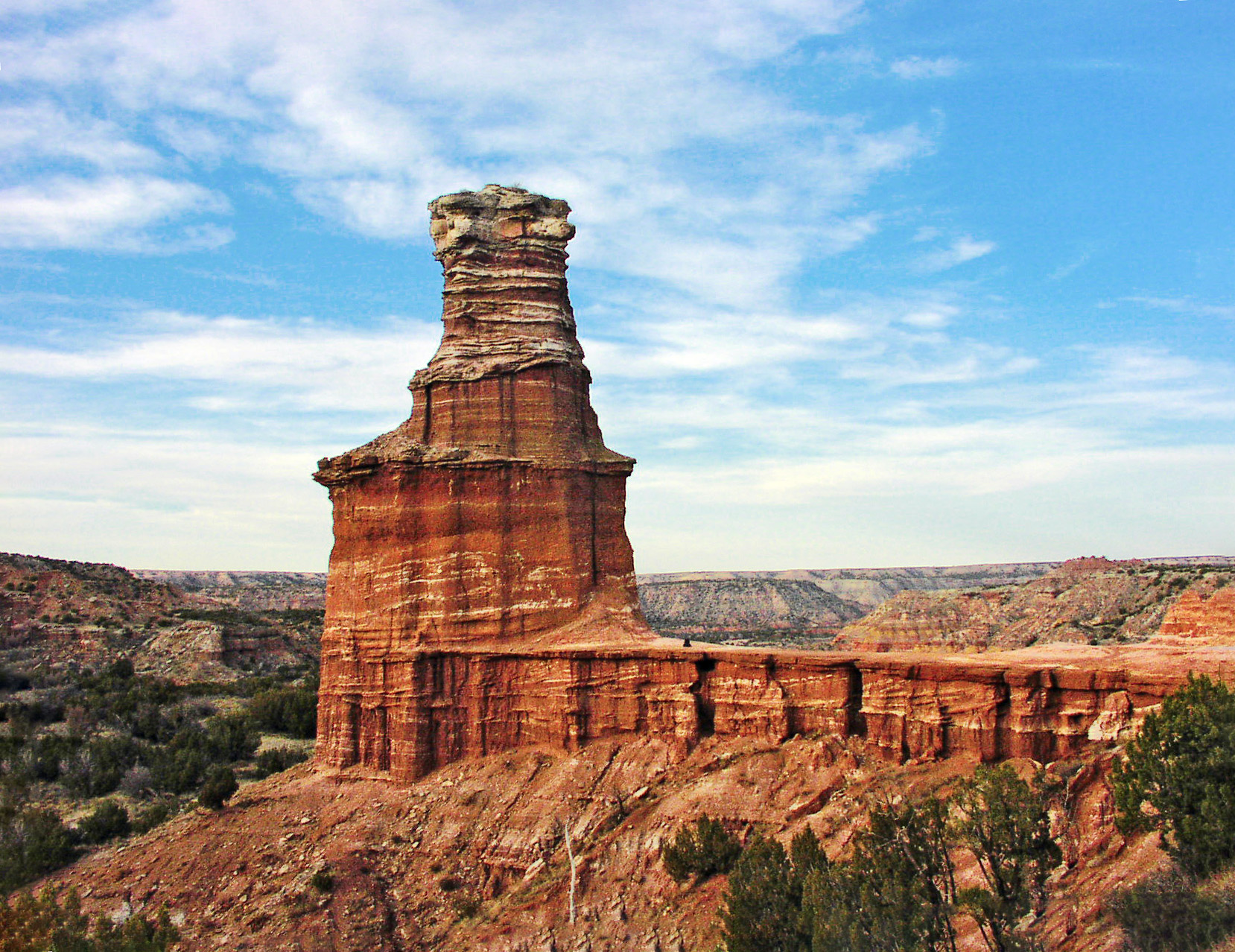
Эрозионный столб в форме маяка в каньоне Пало-Дуро. Система каньона пролегает в Техасском выступе

Техасский выступ (англ. Texas Panhandle) — область штата Техас, состоящая из 26 северных округов штата. Выступ имеет правильную прямоугольную форму, граничит на западе со штатом Нью-Мексико, на севере и востоке с Оклахомой. Считается что южная граница округа Суишер формирует собой и южную границу выступа. Хотя существует мнение, предполагающее, что этот регион простирается и южнее, вплоть до округа Лаббок. Площадь техасского выступа равняется 66 883,58 км², что составляет около 10% общей площади штата. Водные ресурсы занимают 162,53 км². По данным переписи населения 2000 года в регионе проживало 402 862 жителя или 1,932% от общего населения штата. Плотность населения была 15,56 человек на квадратную милю. Следует различать понятия Техасский выступ и Северный Техас, территория которого находится юго-восточнее.
Бо́льшая часть земель Техасского выступа к западу от впадины Капрок и к северу и югу от Канейдиан-Ривер характеризуется равнинным ландшафтом. Самым большим городом является Амарилло. На юго-востоке от города равнина уступает место каньону Пало-Дуро, второму по величине каньону США. К северу от Амарилло лежит озеро Мередит — водохранилище созданное дамбой Сенфорд-Дэм на Канейдиан-Ривер. Озеро вместе с водоносным слоем Огаллала служит основным источником питьевой воды и орошения для этой преимущественно засушливой области Высоких равнин.
Через территорию выступа пролегает межштатная автомагистраль 40. Шоссе пересекает округа Деф-Смит, Олдем, Поттер, Карсон, Грей, Донли и Уилер.
Поскольку акт вступления Техаса в Союз позволял штату разделять свою территорию, в 1915 году в Техасскую легислатуру был внесён на рассмотрение проект об образовании штата Джефферсона на базе Техасского выступа.
Регион Техасского выступа известен своими сильными и устойчивыми ветрами. За последнее десятилетие область вышла в лидеры по освоению ветроэнергетики.

## Политическая ориентация
Как и соседний Оклахомский выступ, в общественном и политическом отношении регион очень консервативен. На президентских выборах 2008 года Джон Маккейн получил 78,82% голосов избирателей против 20,48% у Барака Обамы. Остальные кандидаты получили 0,7% голосов. 62,2% голосов Обамы пришли из округов Поттер и Рэндолл, расположенных невдалеке от Амарилло — единственного большого города региона. Остальная часть выступа упорно сохраняла устоявшиеся позиции. В округе Окилтри Джон Маккейн собрал 91,97% голосов.

## Демографическая ситуация
По данным переписи населения 2000 года в области проживало приблизительно 402 862 жителя. Расовый состав населения был 68,9% белых, 23,8% латиноамериканцев, 4,6% чёрных или афроамериканцев. Всего 2,7% относились к другим расам. 92,3% жителей являлись местными уроженцами. 8,9% считались ветеранами вооружённых сил США. Мужчин было 49,9%, женщин — 50,1%. Из общего количества 13,2% относились к категории 65 лет и старше, 27,8% жителей были младше 18 лет.

## Округа
- Армстронг
- Бриско
- Грей
- Даллам
- Деф-Смит
- Донли
- Карсон
- Кастро
- Коллингсворт
- Липскомб
- Мур
- Олдем
- Окилтри
- Пармер
- Поттер
- Робертс
- Рэндолл
- Суишер
- Уилер
- Хартли
- Хатчинсон
- Холл
- Хемпхилл
- Хэнсфорд
- Чилдресс
- Шерман

## Основные города с населением больше 10000

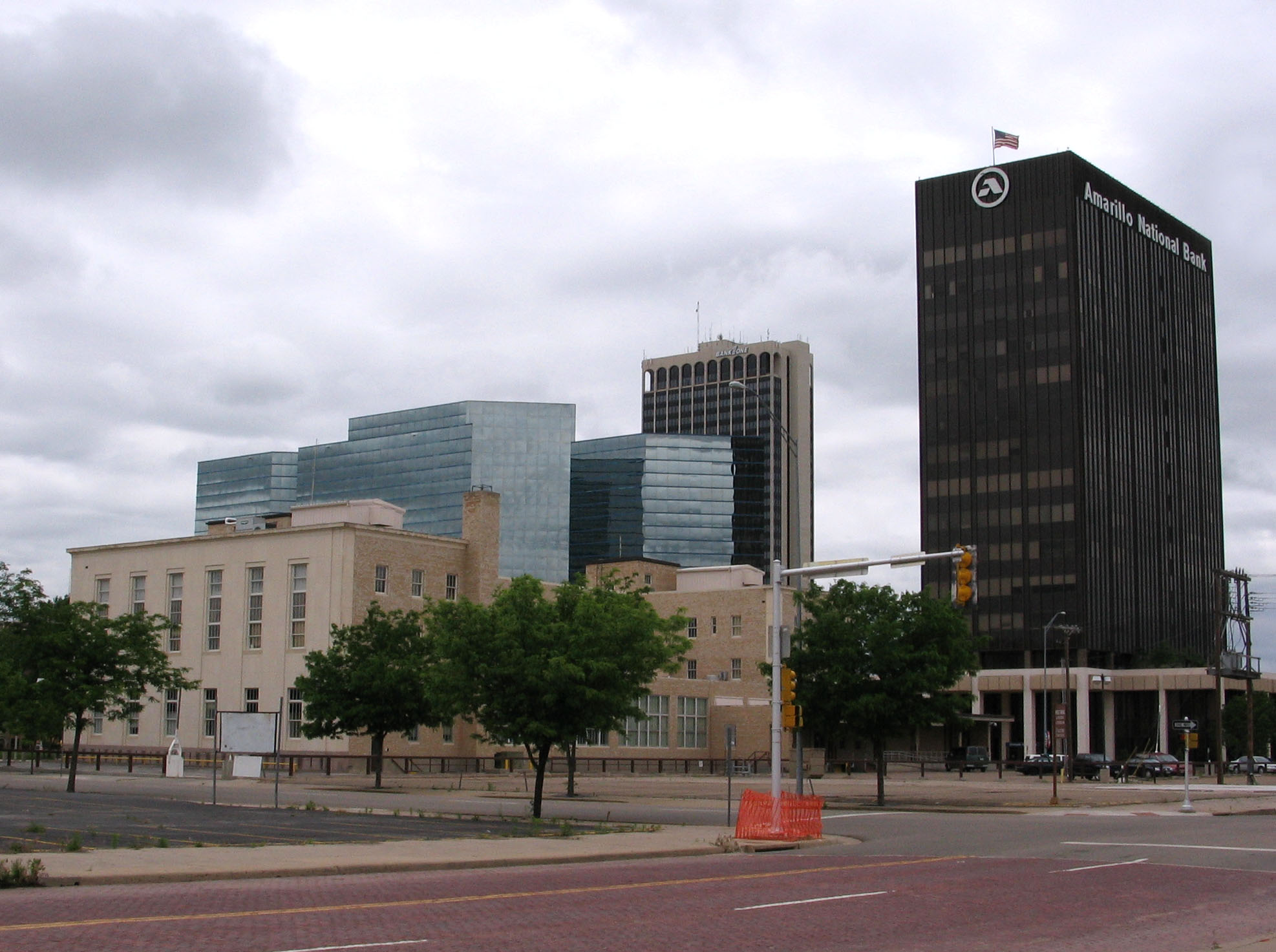
Амарилло, крупнейший город Техасского выступа

- Амарилло
- Пампа
- Боргер
- Херфорд
- Думас
- Каньон

## Основные города с населением менее 10000
- Бовина
- Букер
- Веллингтон
- Далхарт
- Диммитт
- Канейдиан
- Кактус
- Кларендон
- Клод
- Мемфис
- Перритон
- Панхандл
- Санрей
- Спирмен
- Стиннетт
- Стратфорд
- Тулия
- Фриона
- Фритч
- Чилдресс
- Шамрок